# Johann Wenzel Hann
Johann Leopold Thaddäus Wenzel Hann (geboren am 30. April 1763 in Graz; gestorben am 10. Mai 1819 in Lemberg) war ein österreichischer Lyriker.

## Leben
Hann war der Sohn eines Arztes. Er studierte am Lyzeum in Graz und wurde 1784 Professor der schönen Wissenschaften und klassischen Literatur an der Universität Lemberg. 1797 wurde er ostgalizischer Bücherrevisor. 1807 ging er an die Universität Krakau, kehrte danach aber wieder nach Lemberg zurück, wo er in der Folge Dekan und Rektor war.
Bereits 1782 erschien eine Sammlung von Gedichten, in deren Vorrede der Autor schreibt:

„Ich bin itzt siebzehn
Jahre alt. Die Gedichte, die ich hier der Welt vor Augen lege, sind zwischen dem
vierzehnten, und sechzehnten Jahre meines Alters, einige davon auch noch früher
geschrieben. […] Träume eines enthousiastischen Jünglings, Tändeleien, Puppen, ein
seltsames, Mischmasch von Gefühl, und Unsinn das ist ohngefähr der Innhalt dieser
Blätter […]“

1787 erschien Xenocrat ein sich formal und thematisch an Christoph Martin Wieland anlehnendes „Gedicht in sieben Büchern“. Ein Fragment des Gedichts war bereits im ersten Gedichtband von 1792 veröffentlicht worden.
Hann übersetzte mehrere polnische Werke ins Deutsche, darunter Albert der Abenteurer (Woyciech Zdarzyński życie i przypadki swoie opisuiący) von Tadeusz Krajewski (1746–1817), und Ewald Christian von Kleists Frühling ins Polnische. Von einer in 8 Bänden und 4 Supplementbänden geplanten Gesamtausgabe seiner Schriften erschien nur ein erster Band mit Gedichten (Erstlinge der Muse 1807). Die in den Ankündigungen der Gesamtausgabe erwähnten anderen Werke und Übersetzungen blieben vermutlich unvollendet oder gingen verloren.
1819 starb Hann in Lemberg im Alter von 56 Jahren.

## Werke
- Vermischte Versuche in der Dichtkunst. Von ihm selbst gesammelt, und mit den nöthigsten Anmerkungen erläutert. 2 Bde. Wien 1782 f., Digitalisat.
- Xenokrat. Ein Gedicht in sieben Büchern. 1787.
- Albert der Abenteurer. Ein satyrischer Roman aus dem Polnischen des Krasicki. Doll, Wien/Leipzig 1794.
- Erstlinge der Muse geopfert von W. Hann. Lemberg & Breslau 1807.[3]